# Abtsteinach
Abtsteinach è un comune tedesco di 2 476 abitanti,, situato nel Land dell'Assia.